# NDC VBK
NDC|VBK de uitgevers was van 2005 tot 2012 een Nederlandse uitgeversgroep op gebied van informatie, cultuur en commercie met gedrukte en elektronische (massa)media.

## Geschiedenis

### Voorgeschiedenis NDC
NDC, Noordelijke Dagblad Combinatie, is de naam die vanaf 1994 werd gegeven aan de combinatie van Friese Pers (uitgever van o.a. de Leeuwarder Courant), de uitgever van het Nieuwsblad van het Noorden en de Drents-Groningse Pers (DGP), uitgever van o.a. de Drentse Courant en het Groninger Dagblad. Deze combinatie Fries Gronings Drentse Pers B.V. (FGDP, sinds 1990) vormde NDC. 
DGP en Nieuwsdruk Winschoten, de drukkerij van onder andere de uitgaven van DGP werden geïntegreerd in Nieuwsblad van het Noorden, ontstaan in 1888. Het Nieuwsblad van het Noorden werd per 1 januari 1995 ondergebracht bij de Hazewinkel Pers BV, een dochtermaatschappij van NDC. In 2001 maakte Hazewinkel Pers bekend dat het Nieuwsblad van het Noorden, het Groninger Dagblad en de Drentse Courant zouden worden samengevoegd tot één ochtendblad, genaamd het Dagblad van het Noorden.

### Voorgeschiedenis VBK
Bosch & Keuning werd in 1925 opgericht door de heren Bosch, uitgever-ondernemer, en Keuning, letterkundige, als een uitgevers- en drukkersfirma. In 1997 werden de grafische activiteiten buiten Bosch & Keuning voortgezet; de onderneming expandeerde vervolgens als uitgeefbedrijf.
VBK ontstond in het voorjaar van 2001 uit een fusie van Veen Uitgevers Groep en Bosch & Keuning. Veen Uitgevers Groep verzelfstandigde in 1999 uit uitgeefconcern Wolters Kluwer. Met de naam Veen memoreerde de uitgeversgroep aan de oprichter van een van de uitgeverijen, ontstaan in 1887. 

### Synergie
In maart 2005 fuseerden de Noordelijke Dagblad Combinatie (NDC) en Veen Bosch & Keuning Uitgevers (VBK) tot NDC|VBK de uitgevers. De kranten- en tijdschriftentak, Hazewinkel Pers BV, fuseerde op 1 juni 2007 met Friese Pers BV tot de NDC Mediagroep.

### Verzelfstandiging VBK
Op 26 september 2012 werd bekend dat VBK Uitgeversgroep (deels) in handen komt van het management en de medewerkers en zelfstandig verdergaat. Hierdoor viel de uitgeversgroep NDC|VBK uiteen.
NDC mediagroep, de kranten- en tijdschriftentak, werd overgenomen door de Stichting Fryslân Boppe Oranjewoud (51%), de ING Bank (33%) en de stichting Je Maintiendrai (16%).

## Producten
Producten van NDC|VBK waren onder te verdelen in kranten, huis-aan-huisbladen, publieksboeken en educatieve boeken.
De uitgeversgroep gaf een van de grootste regionale dagbladen van Nederland (Dagblad van het Noorden) uit, huis-aan-huisbladen zoals Groninger Gezinsbode, de Kanaalstreek, de Zuidoosthoeker, kranten als de Leeuwarder Courant, Drachtster Courant, De Koerier, Wijd & Zijd, magazines als Bijtijds, UIT Groningen magazine, Noorderland, en special-interesttijdschriften zoals Filosofie magazine, Kunstbeeld, Historisch Nieuwsblad, De Ingenieur, TECHNO! en Zsana.
NDC|VBK de uitgevers had meer dan 8000 boektitels beschikbaar en jaarlijks verschenen er ongeveer 1700 nieuwe. 
Auteurs die door NDC|VBK werden uitgegeven zijn Dan Brown, Stephen King, Jamie Oliver, Saskia Noort, Daphne Deckers, Nicci French, Geert Mak, Midas Dekkers, Niall Ferguson, Appie Baantjer, C.S. Lewis, Markus Heitz, Patricia Cornwell, Paulien Cornelisse, Haruki Murakami en Danielle Steel.

### Uitgeverijen
- A & K
- Ambo/Anthos uitgevers
- Amstel Uitgevers
- AnkhHermes
- Atlas/Plataan
- Augustus
- Uitgeverij Contact
- Contendor
- Uitgeverij dwarsligger, uitgever van dwarsliggers
- De Fontein Tirion
- Hoekstra Uitgeverij
- Houtekiet
- Kok ten Have
- Kosmos Uitgevers
- Uitgeverij L
- Luitingh-Sijthoff
- Mouria
- NDC Grafisch bedrijf
- NDC Mediagroep
- Pinion
- ThiemeMeulenhoff
- Van Dale Uitgevers
- VBK België
- VBK Educatief
- Veen Magazines